# کوفی پر
کوفی پر (انگلیسی: Kofi Pare؛ زادهٔ ۲۸ نوامبر ۱۹۳۸) بازیکن فوتبال اهل غنا بود.
وی همچنین در تیم ملی فوتبال غنا بازی کرده‌است.